# The Chimes (film 1914 Bentley)
The Chimes è un cortometraggio muto del 1914 sceneggiato e diretto da Thomas Bentley.
È il primo adattamento cinematografico de Le campane (The Chimes: A Goblin Story of Some Bells that Rang an Old Year Out and a New Year In), il racconto di Charles Dickens scritto e pubblicato nel 1844. Un mese dopo l'uscita del film prodotto da Cecil M. Hepworth, negli Stati Uniti venne distribuito un altro The Chimes, diretto da Herbert Blaché e interpretato da Tom Terriss nel ruolo di Trotty Veck.

## Produzione
Il film fu prodotto dalla casa di produzione Hepworth.

## Distribuzione
Distribuito dalla Renters, il film - un cortometraggio in tre bobine - uscì nelle sale cinematografiche britanniche nell'agosto 1914.